# Leptostylopsis incrassatus
Leptostylopsis incrassatus är en skalbaggsart som först beskrevs av Johann Christoph Friedrich Klug 1829.  Leptostylopsis incrassatus ingår i släktet Leptostylopsis och familjen långhorningar.
Artens utbredningsområde är:
- Bahamas.
- Kuba.

Inga underarter finns listade i Catalogue of Life.